# Kerk van de Goddelijke Zaligmaker (Schaarbeek)

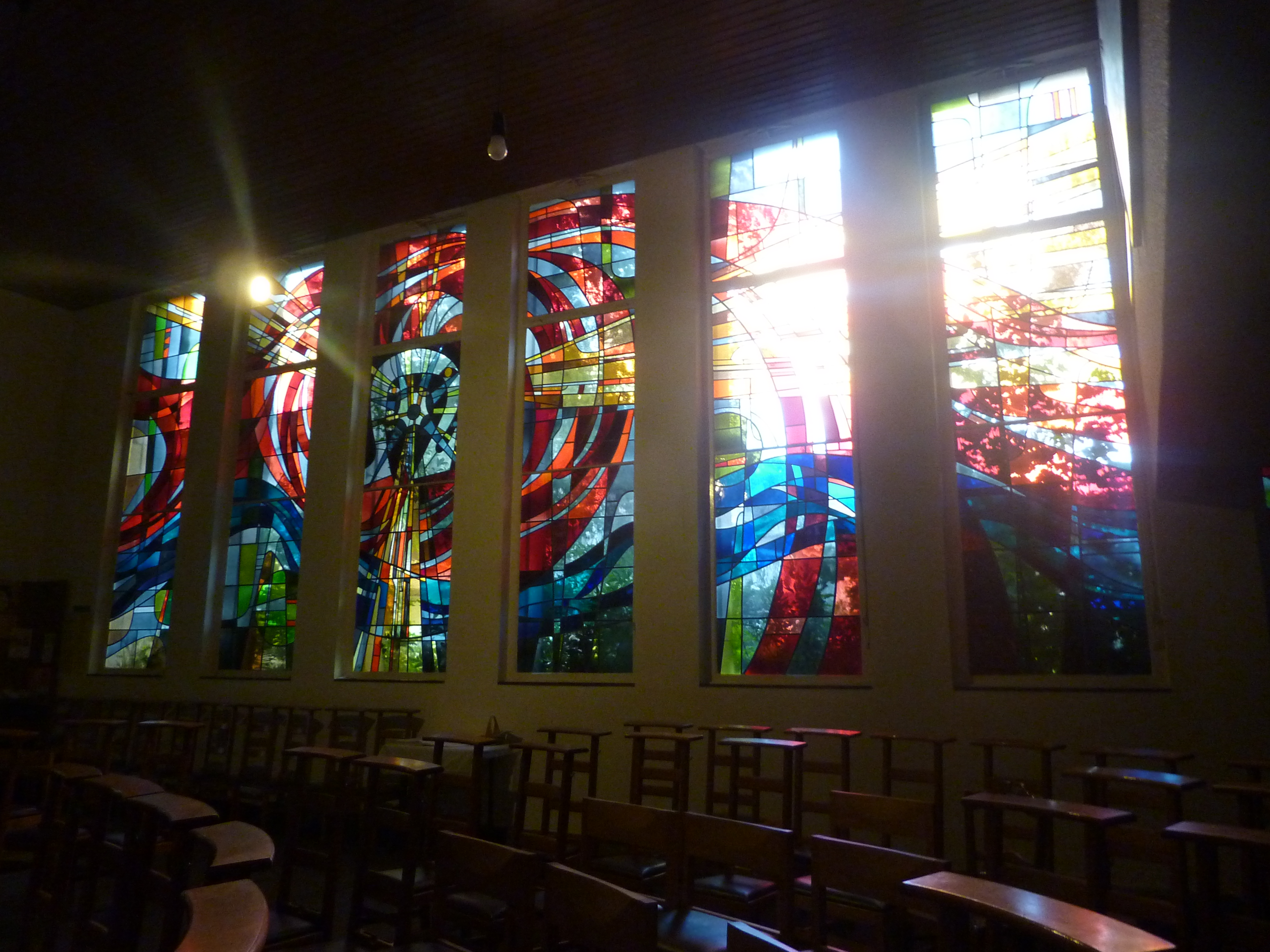
Glas-in-loodramen in de kapel

De Kerk van de Goddelijke Zaligmaker (ook: Goddelijke Zaligmakerkerk; Frans: Église du Divin Sauveur) is een rooms-katholiek kerkgebouw te Schaarbeek, gelegen aan Roodebeeklaan 267.
Het schip en de westgevel werden gebouwd in 1934 in art decostijl en uitgevoerd in baksteen. Architect was Léonard Homez. De plannen voorzagen in een toren, maar deze werd nimmer gebouwd vanwege de Tweede Wereldoorlog. In 1967 werden, in het verlengde van de oorspronkelijke kerk,  een dwarspand en een kapel toegevoegd, ontworpen door Jean Dehasse. De kapel grenst aan de naastliggende Aimé Smekensstraat.
De glas-in-loodramen werden vervaardigd door Pierre Majérus en verwijzen naar de evolutiedenkbeelden van Pierre Teilhard de Chardin.